# Plaza de los Santos Niños
La plaza de los Santos Niños de Alcalá de Henares es uno de los principales núcleos de la vida social de la ciudad complutense. Este espacio es el origen urbano y centro radial de su estructura como ciudad.

## Denominación
Su nombre viene dado en recuerdo de los niños Justo y Pastor, que fueron mártires hispanorromanos ejecutados en el año 304, en las proximidades de esta plaza, por orden del prefecto de la ciudad Publio Daciano (o Dacio), durante la persecución de Diocleciano.

## Historia

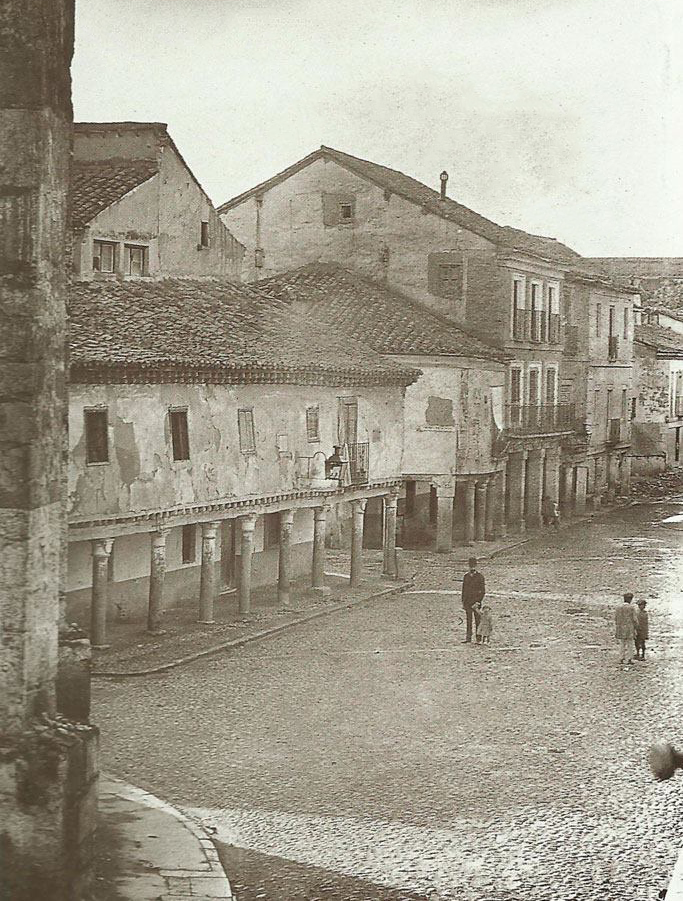
Antigua plaza de Abajo o de la Picota, hacia 1880

En el siglo V se constituyó en estos terrenos el "Campo Laudable", gracias a un pequeño grupo de pobladores que se asentaron en el lugar del martirio de los Santos Niños. Esta rica llanura agrícola, en la ribera del río Henares, se denominará "Burgo de Santiuste" a partir del siglo XII; presidido por una iglesia de época tardorromana o visigoda, y con población mozárabe.
Desde el siglo XIII, ya como villa de Alcalá de Henares, se fue configurando una manzana formada por siete casas de dos alturas, en el lugar de la actual plaza, que se mantuvieron hasta la última década del siglo XIX. Este caserío urbano estaba limitado, al este por la plaza soportalada de la Picota, o de Abajo, en la confluencia de las calles Mayor, San Felipe, Empecinado y Escritorios; al oeste, por la plaza de San Justo (popularmente denominada "del Piojo", por su reducido tamaño) en el encuentro de las calles Cardenal Cisneros, San Juan y de la Tercia. La desaparecida calle de los Bodegones la delimitaba por el norte, y el callejón del Cristo de la Cadena, paralelo a la Catedral-Magistral, lo flanqueaba por el sur.
En enero de 1890, durante el mandato del alcalde Manuel Laredo, el Ayuntamiento inició la adquisición de las casas que conformaban esa manzana, para demolerlas y crear un espacio urbano abierto. Cuando ya se había ajustado el precio de las casas número 3, 5, 7 y 13 por 44.812 pesetas, surgen dificultades con el cabildo de la Iglesia-Magistral (actual Catedral de Alcalá) aduciendo que algunas de esas viviendas a derribar eran medianeras con el templo. Aunque realmente los edificios tenían luces y vertían las aguas al callejón del Cristo de la Cadena, que los separaba de la iglesia. En octubre se llegó a un acuerdo con el propietario de la número 9 y, en 1891, el arquitecto municipal Martín Pastells, presentó el proyecto de alineación, que fue aprobado por el pleno del Ayuntamiento. En este momento todavía quedaba por adquirir la casa número 11, que finalmente fue expropiada.
La plaza se configuró definitivamente en 1902. Desde entonces la han sometido a dos remodelaciones, una en los años sesenta para situar en su centro una fuente de luces de colores y otra, en 1986, para erigir el Monumento al Descubrimiento de América. Tras su peatonalización en 2020, y antes de una nueva remodelación, se realizó una excavación arqueológica en 2022 para estudiar los restos de una necrópolis medieval, ligada a una iglesia románico-mudéjar, y una serie de estructuras romanas y tardoantiguas (entre los siglos V y IX) de un trazado urbano.

## Características

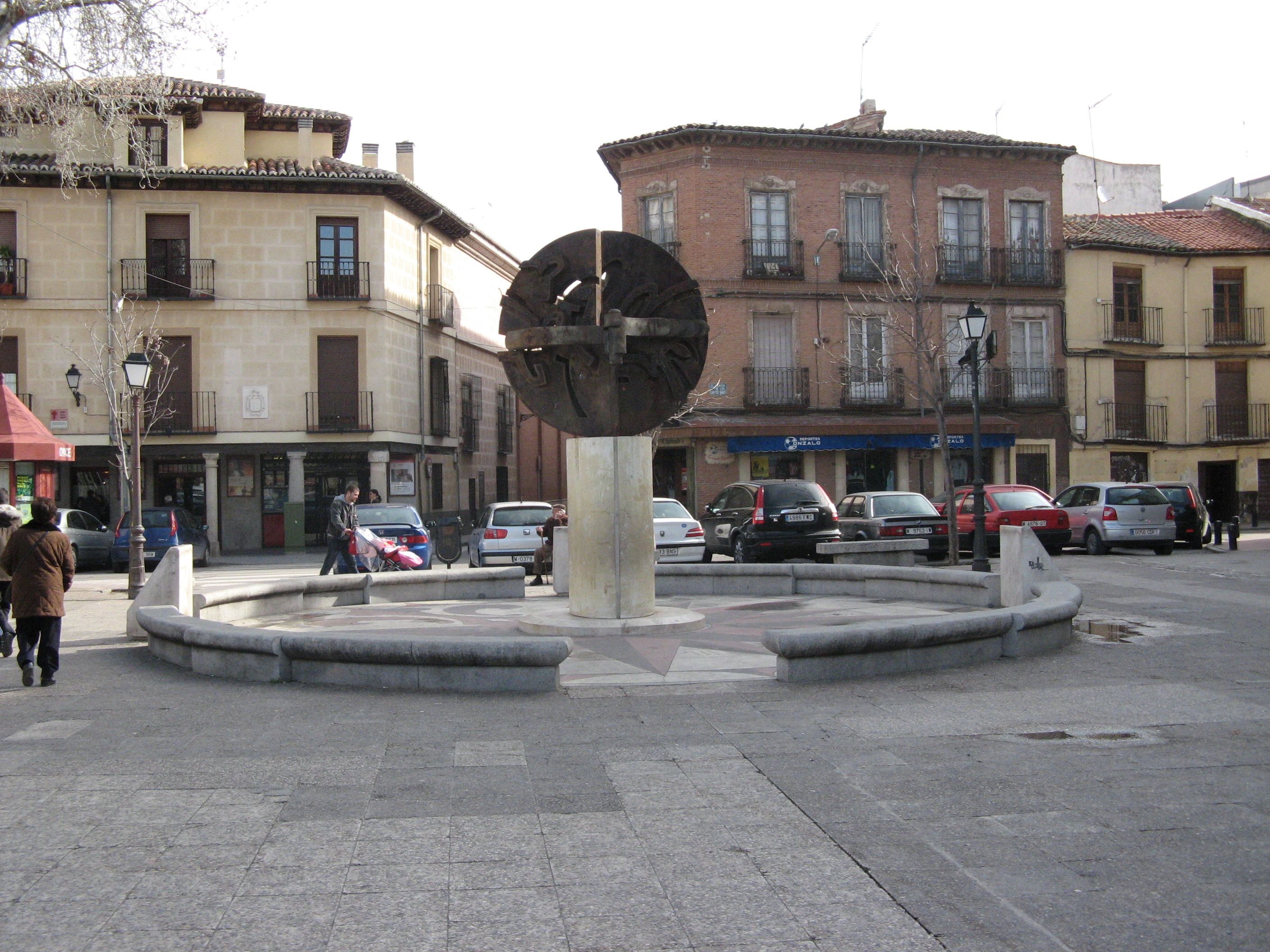
Monumento al Descubrimiento de América (Juan Antonio Palomo, 1986)

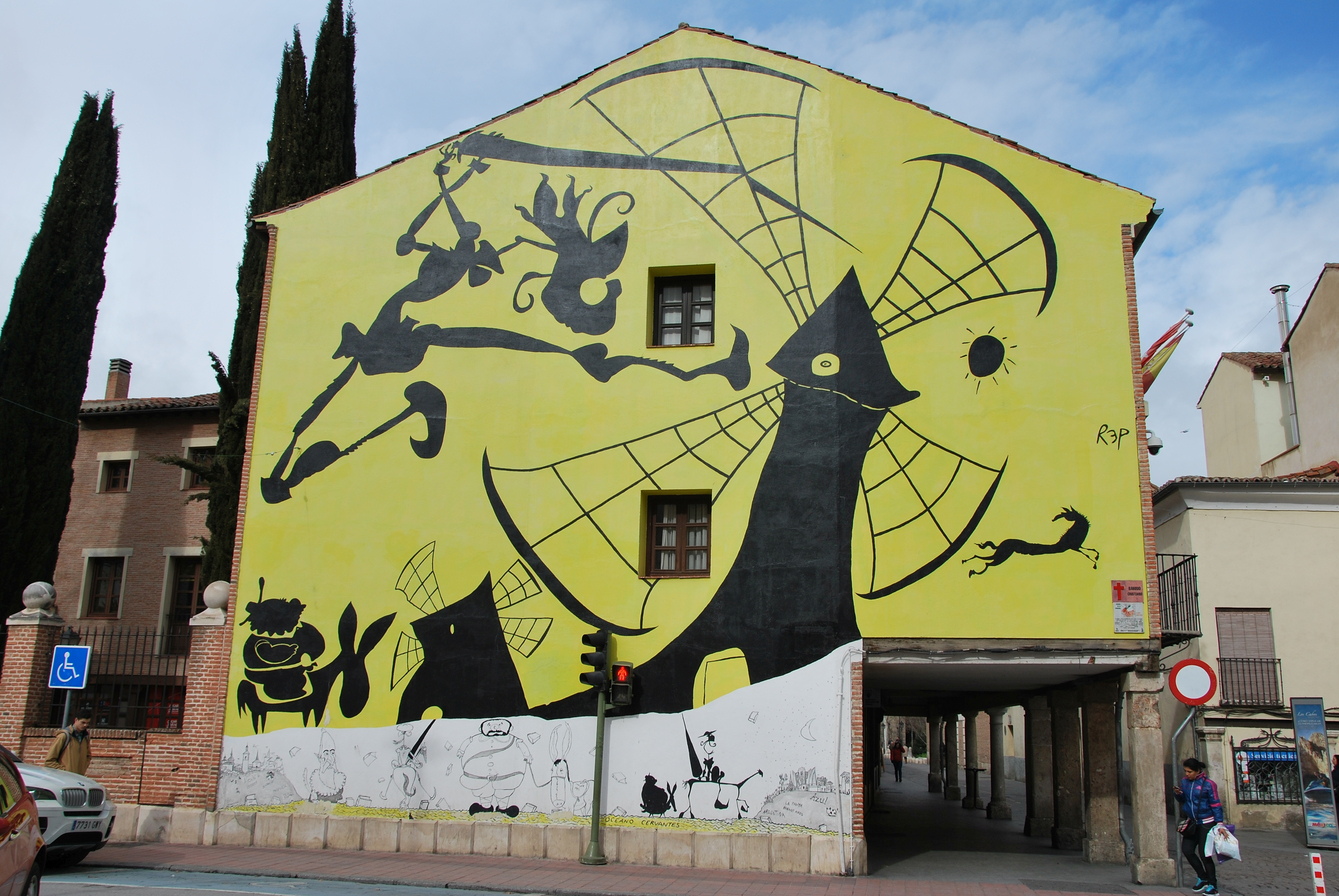
Mural de Don Quijote contra los molinos de viento (Miguel Rep, 2011)

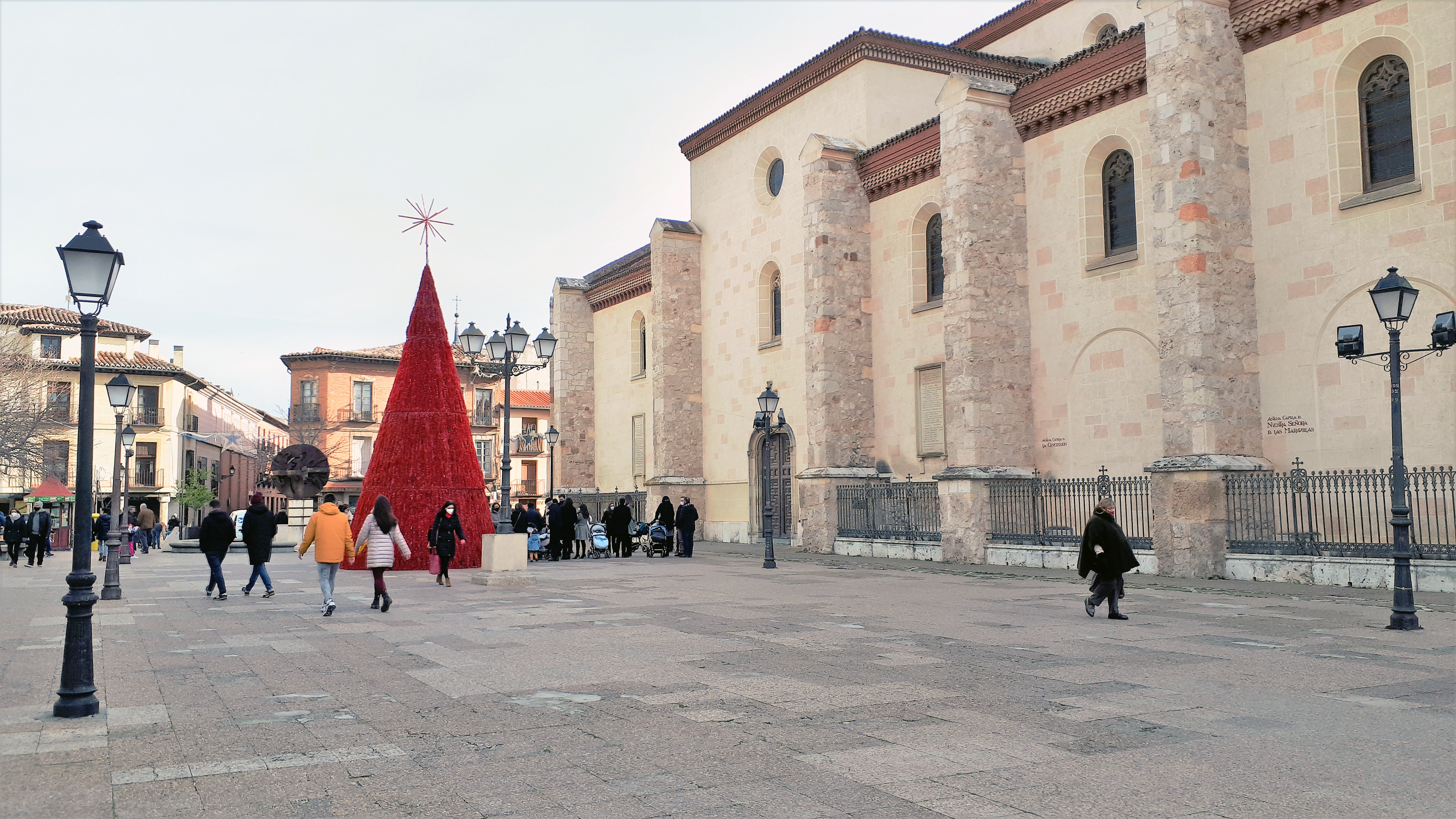
La Catedral-Magistral de Alcalá de Henares cubre todo el lateral meridional de la plaza

La plaza de los Santos Niños se sitúa en el casco histórico del municipio, y es considerada uno de los lugares emblemáticos del mismo. Es de forma rectangular, y tiene una superficie de 2.890 m² (85 metros de largo, por 34 metros de ancho). Su lado este está soportalado. 
La plaza es el centro radial de su estructura urbana histórica. En ella desembocan, en sentido horario, la calle San Felipe Neri, la Calle Mayor, la calle Escritorios y la calle del Empecinado por el este; y la calle Tercia, Cardenal Cisneros y San Juan por el oeste. Por el sur limita con la Catedral-Magistral. 
En su extremo oriental se ubica el Monumento al Quinto Centenario del Descubrimiento de América, obra de Juan Antonio Palomo, inaugurada el 31 de abril de 1986; mediante un astrolabio de acero corten representa la unión entre el Viejo y el Nuevo Mundo, y se rodea de tres monolitos con las imágenes en bronce de los rostros de Cristóbal Colón, el historiador alcalaíno Antonio de Solís y Rivadeneyra, y el conquistador complutense Pedro Sarmiento de Gamboa; además, en el suelo hay pintada una rosa de los vientos.
En julio de 2011 se hermanaron las ciudades de Azul y Alcalá de Henares. Para celebrar este acontecimiento se encargó al artista Miguel Rep que realizara el mismo mural en ambas urbes, en él se representa a Don Quijote enfrentándose a un molino de viento. El mural del hermanamiento fue inaugurado en julio de 2011 en Alcalá de Henares, en la fachada de la Casa Tapón que mira hacia plaza de los Santos Niños; y el de Azul, el 3 de noviembre de 2011, coincidiendo con el V Festival Cervantino.

## Edificios de interés
En el perímetro de la plaza de los Santo Niños se localizan edificios del patrimonio inmueble de la ciudad, como la:
- Catedral-Magistral de Alcalá de Henares
- Casa Tapón
- Casa de la Entrevista (capilla del antiguo convento de San Juan de la Penitencia, fundado por el Cardenal Cisneros)

## Centro sociocultural
La Plaza de los Santos Niños es uno de los principales puntos de encuentro social y cultural de la ciudad. En ella se celebran numerosas actividades culturales, deportivas, políticas, sociales y religiosas. Como por ejemplo:
- Fiestas patronales de los Santos Niños[12]
- La Feria del Libro Antiguo y de Ocasión[13]
- Mercado Cervantino
- Procesiones de Semana Santa